# Jerry Lomax
Jerrold E. Lomax (Jerry Lomax) (1927-2014) fue un arquitecto estadounidense de Los Ángeles, California.

## Infancia y formación
Jerrold Ellsworth Lomax, nació el 10 de abril de 1927, en Los Ángeles, California. Su padre era Andrew J. Lomax y su madre, Esther L. Williams. Se trasladó a Houston, Texas con sus padres en 1938, cuando tenía once años de edad. Se unió a la Reserva Naval de Estados Unidos, sirviendo de 1945 a 1946, incluyendo una estancia en Japón. Se graduó en la Universidad de Houston, donde recibió una Licenciatura en Ciencias de la Arquitectura en 1951.

## Carrera
Jerry Lomax trabajó como arquitecto durante tres años en Houston y regresó a Los Ángeles, trabajando para Craig Ellwood Asociados, como jefe de diseño, de 1953 a 1962. Juntos, diseñaron la Casa Pierson, la Casa Daphne, y la Casa Korsen. También diseñó la Casa Steinman y la Casa Hunt, ambas ubicadas en Malibu. En 1957-1958, diseña la Case Study House Nº 18 en Beverly Hills.
En 1962, Jerry Lomax se independizó de Ellwood y estableció Lomax Associates, con sede en Los Ángeles. Se unió en la década de los 70, en Westwood Blvd. con Donald Mills, y en la década de los 80, en Venice, California., con John Rock. Él y sus socios diseñaron sobre todo oficinas corporativas y centros comerciales. Él y John Rock diseñaron la sede de la Trailer Life Publishing company y el Beverly Connection shopping center en el Oeste de Hollywood.  También diseñó varias casas unifamiliares modernas: Ed Moses Residence, Landsburg Residence en Malibu, Charles Rice Residence en Glendale. Trabajó también con su compañero, el arquitecto Philo Jacobson. También diseñó cuatro casas con su esposa, Sandra Miles, en Westwood, Pacific Palisades, Carmel Valley y Sand City.
Participó en el 1976 en la exposición LA12 en el Pacific Design Center Era miembro por la Bahía de Monterrey, en el capítulo del Instituto Americano de Arquitectos con sede en Sand City, California.
Jerry Lomax fue un destacado y respetado defensor de la arquitectura moderna con énfasis en la estética, los detalles y los materiales. Con su agradable sonrisa y su ingenio, Jerry Lomax siempre alentó el desarrollo en su práctica para experimentar, explorar y facilitar la entrada del diseño en los proyectos. En su práctica trabajó de cerca con los clientes para garantizar la ejecución adecuada de los proyectos.

## Vida personal
Se casó con Sandra E. Miles en 1976. Residían en una casa que él había codiseñado con Donald Mills, ubicada en el 1995 de Sunset Plaza Drive en West Hollywood, hasta que se trasladaron a Monterey, California, en 1995.

## Muerte
Murió de cáncer de páncreas en 17 de mayo de 2014.